# Biff Peak
Biff Peak är en bergstopp i Antarktis. Den ligger i Västantarktis. Argentina, Chile och Storbritannien gör anspråk på området. Toppen på Biff Peak är 317 meter över havet. Biff Peak ingår i Princess Royal Range.
Terrängen runt Biff Peak är kuperad norrut, men söderut är den platt. Havet är nära Biff Peak åt sydost. Trakten är glest befolkad. Närmaste befolkade plats är Rothera Research Station, 14,1 kilometer söder om Biff Peak. 